# Oreste Guaraldo
Oreste Guaraldo (Lusia, 19 ottobre 1922 – Fiano, 25 luglio 1999) è stato un calciatore italiano, che ha conquistato lo scudetto nella stagione 1945-46 nelle file del Grande Torino.

## Carriera
Nato in Veneto ma trasferitosi giovanissimo in Piemonte, cresce nelle giovanili dell'A.C. Cinzano, formazione di Santa Vittoria d'Alba sponsorizzata dall'omonima casa vinicola, con cui disputa nella stagione 1942-43 il campionato di Serie C. Dopo aver disputato il Campionato Alta Italia 1944 col Casale, alla fine della guerra viene segnalato a Ferruccio Novo, presidente del Torino direttamente dal conte Marone Cinzano, titolare della Cinzano nonché ex-presidente granata.
Con il Torino, campione d'Italia in carica, disputa l'anomalo campionato 1945-46, come primo rincalzo della linea offensiva. Riesce quindi a ritagliarsi lo spazio di 11 presenze, con l'exploit della doppietta al Genoa nella goleada (6-0 il risultato finale) del 21 ottobre 1945 al Filadelfia, dando quindi il suo contributo alla conquista dello scudetto.
Per la stagione successiva, Guaraldo viene ceduto in prestito al Novara, con cui disputa un buon campionato di Serie B da titolare, andando a segno 9 volte, quindi il Torino lo richiama alla base per la stagione 1947-48. Tuttavia, l'arrivo di Romeo Menti e Josef Fabian gli limita ulteriormente le possibilità di emergere, e non riesce mai a trovare spazio in prima squadra. A fine stagione viene pertanto ceduto al Prato. Resta in Toscana due stagioni, con la promozione dalla C alla B nell'annata 1948-49 ma senza riuscire ad imporsi appieno (30 presenze e 7 reti complessivamente). Passa quindi al Crema in C e al Fanfulla senza più riuscire a riproporsi nella serie superiore.
Detiene la particolarità di aver conquistato il titolo di Campione d'Italia senza aver mai militato nella Serie A a girone unico.

## Palmarès

### Club

#### Competizioni nazionali
Campionato italiano: 1 
Torino: 1945-1946
- Serie C: 1

Prato: 1948-1949